# Liste der Studentenverbindungen in Koblenz und Vallendar
Die Liste der Studentenverbindungen in Koblenz und Vallendar verzeichnet die aktiven, suspendierten und erloschenen Studentenverbindungen in Koblenz und Vallendar, welche unterschiedlichen Korporationsverbänden angehören oder verbandsfrei sind. Sie sind an der Universität Koblenz (zuvor Universität Koblenz-Landau), an der Hochschule Koblenz und an der WHU – Otto Beisheim School of Management in Vallendar bei Koblenz ansässig.

## Koblenz

### Aktive Verbindungen
Die Sortierung erfolgt nach dem Gründungsdatum.
|  |
|  |
|  |
|  |
|  |

|  |
|  |
|  |
|  |
|  |

f.f. = farbenführend, ansonsten farbentragend

### Suspendierte und erloschene Verbindungen
Die Sortierung erfolgt nach dem Gründungsdatum.
|  |
|  |
|  |
|  |
|  |

|  |
|  |
|  |

f.f. = farbenführend, ansonsten farbentragend

## Vallendar bei Koblenz

### Aktive Verbindungen
Die Sortierung erfolgt nach dem Gründungsdatum.
|  |
|  |
|  |
|  |
|  |

|  |
|  |
|  |
|  |
|  |

f.f. = farbenführend, ansonsten farbentragend

## Örtliche Zusammenschlüsse
In Koblenz existiert weiter der Philisterzirkel Confluentia zu Koblenz, ein CV-Zirkel, der seit 1876 besteht.